# 贝朗热尔·舒

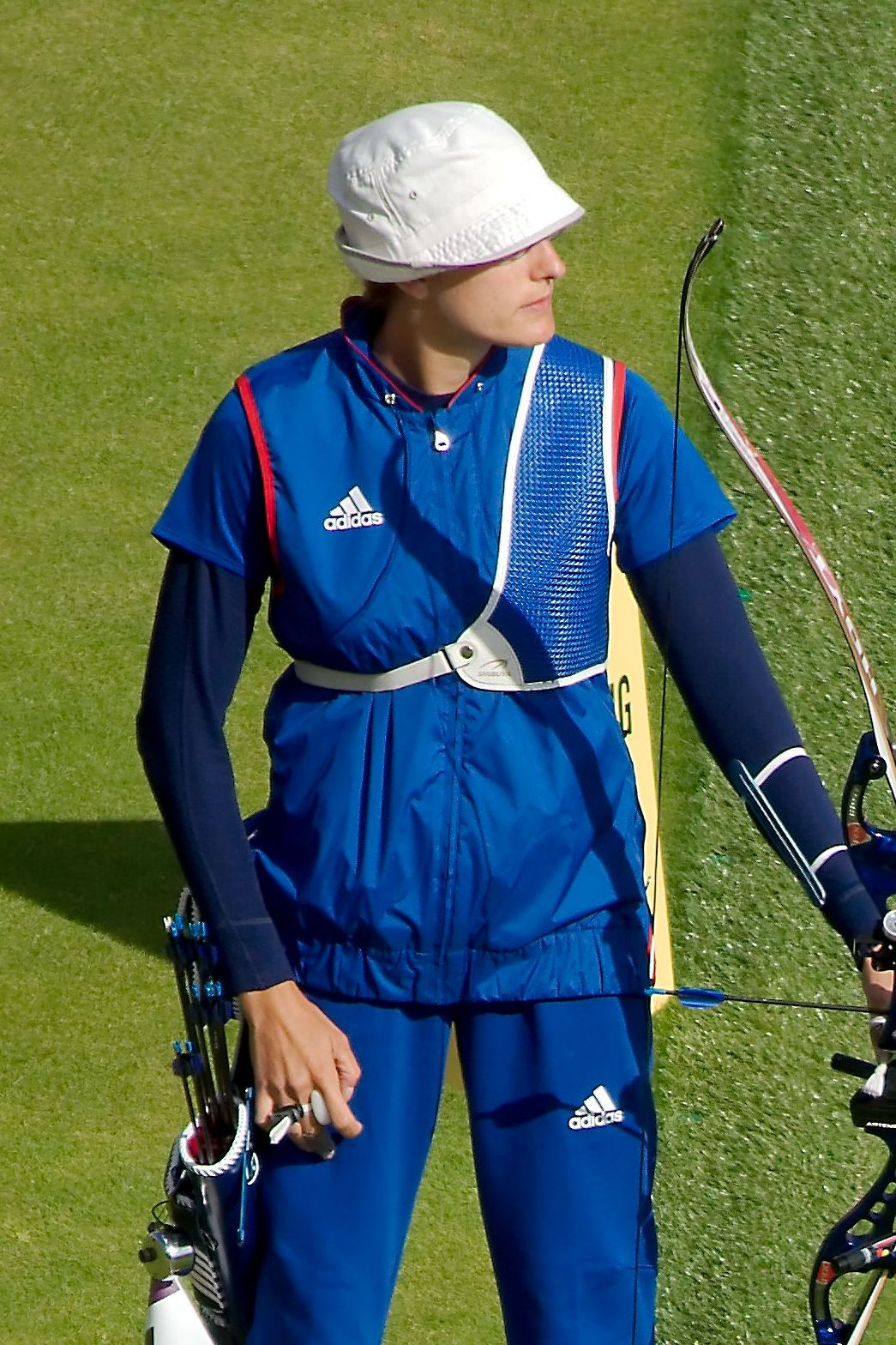

贝朗热尔·舒（法語：Bérengère Schuh，1984年6月13日—），生于欧塞尔，法国女子射箭运动员，曾参加2004年、2008年和2012年三届奥运，共获得一枚铜牌。2016年宣布退役。